# General Atomics Mojave
General Atomics Mojave – amerykański, rozpoznawczo-bojowy bezzałogowy aparat latający firmy General Atomics Aeronautical Systems, powstały na bazie wcześniejszych maszyn bezzałogowych General Atomics MQ-1C Gray Eagle i MQ-9 Reaper.

## Historia
Informacje o nowym projekcie firma General Atomics Aeronautical Systems ujawniła oficjalnie 9 grudnia 2021 roku jednakże prace nad nową konstrukcją rozpoczęto na przełomie 2018 i 2019 roku. Podstawowym celem konstruktorów było przystosowanie sprawdzonej konstrukcji z rodziny Predator, do operowania z nieutwardzonych i krótkich pasów startowych. Dzięki takim właściwością, samolot oferowany jest w pierwszej kolejności amerykańskim siłom specjalnym United States Special Operations Command (SOCOM). Będący w dyspozycji SOCOM 160 Lotniczy Pułk Operacji Specjalnych, na co dzień wykorzystuje bezzałogowe MQ-1C Gray Eagles. Mojave, dzięki swoim właściwością  mógłby stacjonować bezpośrednio na w obszarze działań sił specjalnych. Operując z krótkich i słabo przygotowanych ziemnych pasów startowych, czas wejścia do akcji zostałby radykalnie skrócony, w porównaniu do czasu reakcji używanych MQ-9A lub MQ-1C, wymagających operowania z klasycznych baz lotniczych, wyposażonych w utwardzone pasy startowe. Najczęściej w znacznym oddaleniu od miejsca działania sił specjalnych. Drugim potencjalnym użytkownikiem jest United States Marine Corps. Korpus z racji specyfiki swoich działań, może być zainteresowany pozyskaniem wszechstronnych aparatów, mogących operować z wysuniętych, polowych baz operacyjnych (Expeditionary Advanced Base Operations - EABO). W znacznym oddaleniu od rozbudowanych, klasycznych lotnisk. Satelitarne łącze komunikacyjne umożliwia sterowanie i komunikacje z samolotem na dystansie do 4600 km. Samolot jest w stanie utrzymywać się w powietrzu do 25 godzin. Jednakże wersja uzbrojona  ma krótszy czas przebywania w powietrzu. Samolot może operować autonomicznie jak również pod kontrolą naziemnego stanowiska. Operacje startu i lądowania są zautomatyzowane. Po zdemontowaniu skrzydeł, Mojave może być przewożony na pokładach samolotów transportowych. Czteroosobowa załoga techników jest w stanie przygotować samolot do realizacji kolejnej misji po wylądowaniu w przeciągu 1,5 godziny. 
Aby osiągnąć wymagane cele, konstruktorzy General Atomics Aeronautical Systems wyposażyli aparat w nowe skrzydło. Na krawędzi natarcia umieszczono sloty a na krawędzi spływu dwuszczelinowe klapy. Wzmocniono chowane w locie podwozie, dzięki czemu aparat może operować z gruntowych pasów startowych. Silnik ze śmigłem pchającym dysponuje znacznym zapasem mocy. Zmieniono usterzenia, szeroko rozchylono na boki skierowane do góry stateczniki oraz dodano duży statecznik podogonowy. Bogata mechanizacja skrzydeł oraz znaczny nadmiar mocy, umożliwiają wykonywanie startów i lądowań o charakterystyce STOL. Minimalny rozbieg jaki udało się uzyskać podczas rozpoczętych latem 2021 roku testów w powietrzu wynosił 120 metrów. Wartość tę uzyskano na samolocie skonfigurowanym do wykonywania misji zwiadu i rozpoznania. Samolot z pełnym uzbrojeniem, z szesnastoma pociskami AGM-114 Hellfire potrzebuje 305 metrowego rozbiegu aby wystartować. Średni dobieg samolotu wyniósł około 100 metrów. Minimalna prędkość lądowania wynosi 75 km/h. Właściwości STOL, predysponują samolot do operowania z pokładu lotniskowców lub okrętów desantowych wyposażonych w pokład lotniczy. Producent deklaruje, iż zainteresowanie produktem wyraziło kilku użytkowników zagranicznych.
Podczas odbywającego się w 2023 roku w Paryżu Paris Air Show, przedstawiciele producenta poinformowali a planach wykorzystania aparatu w testach jakie chce przeprowadzić Royal Navy. Testy odbyły się na pokładzie brytyjskiego lotniskowca HMS „Prince of Wales”. Ich celem było sprawdzenie możliwości eksploatacji bezzałogowych aparatów latających z pokładu brytyjskich lotniskowców. Próba odbyła się 15 listopada 2023 roku. Maszyna bezpiecznie wylądowała i wystartowała z pokładu brytyjskiego lotniskowca.

## Uzbrojenie
Zdaniem producenta, Mojave może przenosić do 16 kierowanych pocisków rakietowych klasy powietrze-ziemia AGM-114 Hellfire. Samolot dysponuje sześcioma podskrzydłowymi węzłami uzbrojenia, dwoma zewnętrznymi o udźwigu 158 kg każdy i czterema głównymi o udźwigu 294 kg każdy. Pod kadłubem znajduje się kolejny pylon do podwieszania ładunku o udźwigu 226 kg. Poza uzbrojeniem uderzeniowym, samolot może realizować misje zwiadu i rozpoznania. Wyposażenie pokładowe może obejmować wielospektralny system celowniczy, radar z syntetyczną aperturą ze wskaźnikiem ruchomych celów naziemnych. Obok zadań rozpoznania obrazowego, samolot może być przystosowany do realizacji misji zwiadu elektronicznego.